# Minamoto no Shigeyuki
Minamoto no Shigeyuki (源重之; ... – circa 1000) è stato un poeta giapponese waka del medio periodo Heian.
Suo padre era Minamoto no Kanenobu, che era classificato come Jugoinoge (Junior Fifth Rank, Lower Grade) ed era il pronipote dell'imperatore Seiwa. Fu adottato da suo zio Minamoto no Kanetada. È considerato uno dei Trentasei Immortali della Poesia.

## Biografia

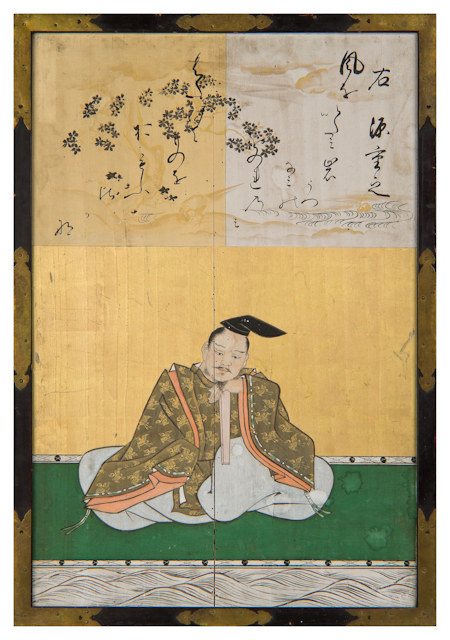
Minamoto no Shigeyuki di Kanō Yasunobu

Ha servito come Tachiwaki Senjo (il capo della guardia del corpo del principe imperiale) mentre l'imperatore Reizei era ancora il principe ereditario, e poi divenne Sayu no shogen (tenente della divisione destra e sinistra delle guardie del palazzo interno) quando il principe ascese al trono.
Tuttavia, non ricevette promozioni successive, sebbene ricoprì incarichi locali meno importanti come governatore della provincia di Hyūga, governatore provvisorio della provincia di Sagami nel 976. Si diceva che fosse andato nella provincia di Mutsu al seguito del governatore della provincia di Mutsu, Fujiwara no Sanekata, e di essere morto lì. Morì intorno ai 60 anni.

## Poesia
Le sue poesia sono state selezionate per lo Shūi Wakashū e per altri Chokusen wakashū (antologie di poesia giapponese compilate per comando imperiale). È rimasta anche una sua collezione personale Shigeyukishū (重之集). Ha lasciato molte poesie di viaggio e poesie di lamento per le sue disgrazie.
C'è un monumento con la sua poesia "Shira nami no yori kuru ito o o ni sugete kaze ni shira buru koto hiki no matsu", che scrisse quando vide un vecchio pino nella parte orientale della città di Takanabe, nella prefettura di Miyazaki. Attualmente, è protetto e gestito dai residenti locali.
- Poesia waka scelta per l'Ogura Hyakunin Isshu

(Ogura Hyakunin Isshu N. 48)